# Peñalsordo
Peñalsordo é um município da Espanha na comarca de La Serena, província de Badajoz, comunidade autónoma da Estremadura, de área 47,3 km². Em 2021 tinha 870 habitantes (densidade: 18,4 hab./km²).

## Demografia
| Variação demográfica do município entre 1991 e 2004 [carece de fontes?] | Variação demográfica do município entre 1991 e 2004 [carece de fontes?] | Variação demográfica do município entre 1991 e 2004 [carece de fontes?] | Variação demográfica do município entre 1991 e 2004 [carece de fontes?] |
| ----------------------------------------------------------------------- | ----------------------------------------------------------------------- | ----------------------------------------------------------------------- | ----------------------------------------------------------------------- |
| 1991                                                                    | 1996                                                                    | 2001                                                                    | 2004                                                                    |
| 1853                                                                    | 1672                                                                    | 1451                                                                    | 1396                                                                    |